# 全部、君だった。
「全部、君だった。」（ぜんぶ、きみだった。）は、山崎まさよし通算14枚目のシングル。2003年3月19日発売。発売元はユニバーサルミュージック。

## 解説
- オリジナルシングルとしては、「Plastic Soul」（2001年5月23日）以来の作品。あいだにライブ音源シングル「心拍数 （通常盤）」と、期間限定地域盤9作品の計10作品が同時リリースされている（2002年5月29日）。
- 初回限定盤はDVD付。DVDが付いたはじめての作品である。映像内容は下記「DVD収録メニュー」参照。
- CDのみの通常盤がある。ジャケット写真も初回盤とは異なる。
- リリース当時のインタビューでは、「どこを切っても成り立つような、サビがない曲を作ろうと思った」という内容のコメントをしている。
- 6thアルバム『アトリエ』（2003年6月25日）に収録されたものは、後奏が若干長くなっている。
- カップリング曲の「OVER THE RAINBOW」は、MITSUBISHI MOTORS「COLT」のコマーシャルソング。ライブでカヴァーソングを披露したり、ライブ音源でCD化されたものはあるが、スタジオ録音でCD音源化されたのはメジャーデビュー後、この作品が初めてである。これ以降、テレビコマーシャルなどで未発売のカヴァー曲が使用される機会が増えている。それらはオンエア後しばらくしてCD化されるケースが多い。例としては「どこまでも行こう （MITSUBISHI MOTORS）」「Stand by me （キリンビール）」がB Side&レアトラック集『OUT OF THE BLUE』（2005年9月21日）に、「Daydream Believer （NTT西日本・フレッツ光）」が初のカヴァーアルバム『COVER ALL YO!』（2007年10月31日）に収録されている。
- 初回盤のCDジャケット写真は、ファンクラブ会員が選ぶ「好きなジャケット写真～シングル部門」の1位を獲得した（会報第127号）。

## 収録曲
1. 全部、君だった。　（5:18）
2. mud skiffle track X　（1:48）
3. OVER THE RAINBOW　（2:42）
三菱自動車工業「COLT」 CMソング

- 作詞・作曲・編曲: 山崎将義

## DVD収録メニュー
1. STRAWBERRY FIELDS FOREVER　LIVE
2. ベンジャミン　LIVE
3. mud skiffle track X

## 収録作品
- 全部、君だった。　（Single Version）
  - BLUE PERIOD
- 全部、君だった。　（Album Version）
  - アトリエ　（6th アルバム）
- mud skiffle track X
  - OUT OF THE BLUE
- OVER THE RAINBOW
  - OUT OF THE BLUE

## 関連人物
- ビートルズ